# 国内線

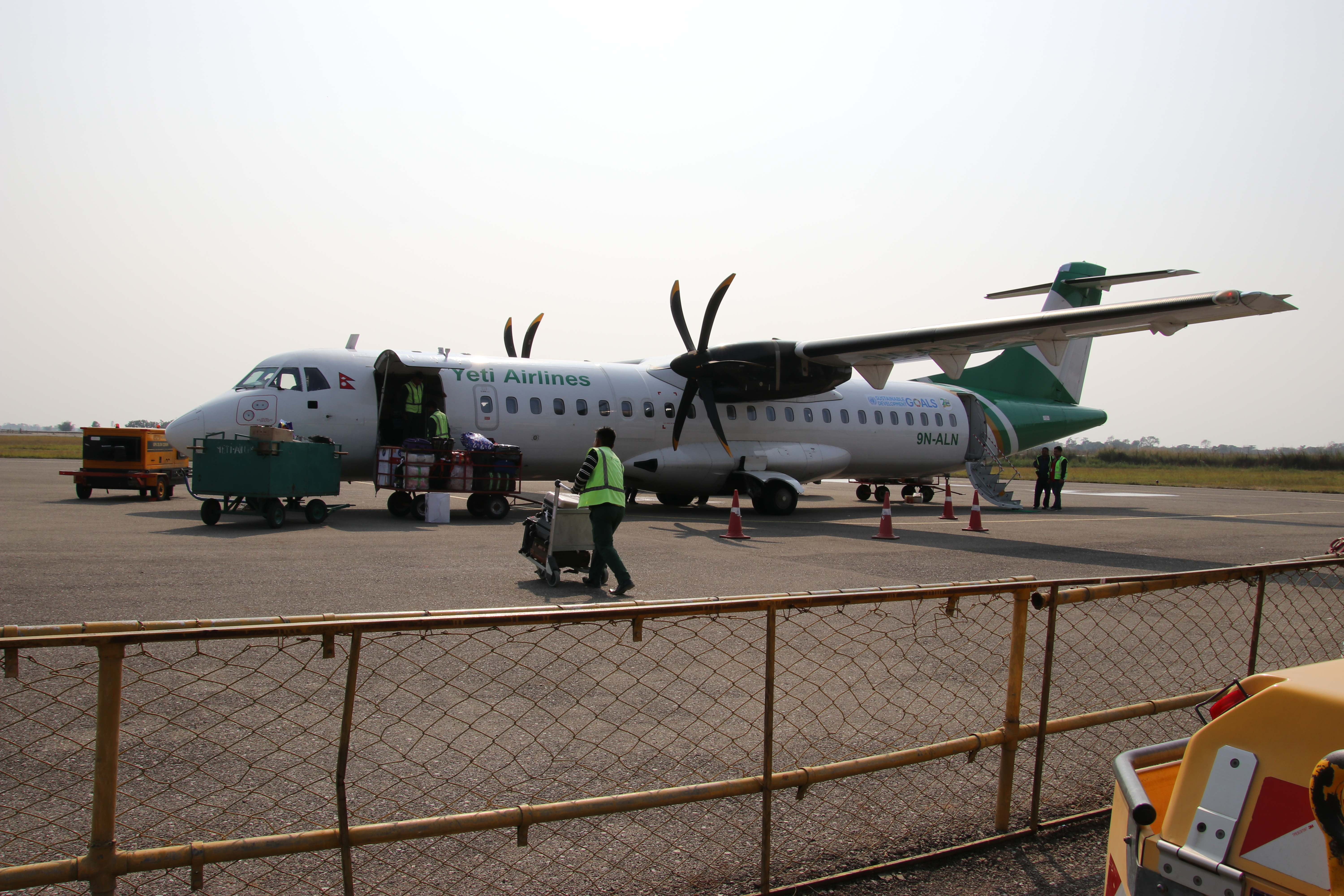
ATR 72-500を利用したイエティ航空のネパール国内線

国内線（英語: Domestic Flight）とは、航空路線のうち、同一国内を結びパスポートコントロール等CIQが不要である路線である。基本的な区分は船舶・海運に基づく他、同様の概念は国際列車に対比する国内列車など鉄道や、道路で国境を超える路線バスに対比して国内で完結する路線バスなど陸路でも存在する。対義語は国際線。

## 概要
発着地が同一国内という性質上、出入国に纏わるパスポートコントロール等CIQが存在しないため、鉄道の新幹線など国内列車と同様、交通機関の搭乗手続きのみで利用可能である。
船舶や国際列車でも同様だが、出入国に関する手続きが無いぶん煩雑さが少なく、より身近に高頻度に搭乗できるという特徴がある。そのため乗客数の多い路線の上位は殆どを国内線が占めている。
国土面積や近隣国との距離にもよるが、一般的に国際線と比較すると短距離を運航する。
国際線においても国際列車の高速化により高速鉄道とのシェア競争に晒される面はあるが大陸間など長距離であるため近隣国以外は航空路線の優位性が高い。対して、より短距離を飛行することが多い国内線は、離島以外は高速鉄道とのシェア競争が熾烈であり、高速鉄道整備によって縮小することが多い。一方、国際線と異なり身近な生活路線として地域航空路線など交通困難地域のライフラインとなっている重要な面もある。

### 各国ごとの国内線航空市場
| 順位 | 国             | 2018年 | 成長率 |
| ---- | -------------- | ------ | ------ |
| 1    | アメリカ合衆国 | 958.1  | 4.4%   |
| 2    | 中華人民共和国 | 685.1  | 9.8%   |
| 3    | インド         | 169.9  | 15.7%  |
| 4    | インドネシア   | 148.4  | 4.0%   |
| 5    | 日本           | 146.5  | 1.0%   |
| 6    | ブラジル       | 119.6  | 3.4%   |
| 7    | オーストラリア | 79.4   | 0.5%   |
| 8    | ロシア         | 74.9   | 9.8%   |
| 9    | カナダ         | 65.6   | 5.2%   |
| 10   | トルコ         | 65.1   | 5.2%   |

#### アメリカ合衆国
アメリカ合衆国は、高速鉄道が少ない上、国土が広大で鉄道や道路など陸路では時間を要しすぎるため、国内線需要が非常に多い。
全世界の国内線航空需要の3割近くを占める。

#### 中華人民共和国
中国高速鉄道が発達している上、国内線航空需要も大きい為、路線を種類ごとに分類している。中国の国内線は国内幹線、国内支線、国内ローカル線に分類される。